# Bas (funktionsutveckling)
För funktionsutveckling är basen {\displaystyle B_{r}(x)} den funktion, exempelvis ett polynom eller en trigonometrisk funktion, sådan att en annan funktion {\displaystyle f(x)} kan expanderas i basen {\displaystyle B_{r}(x)} med hjälp av bestämda konstanter {\displaystyle \alpha _{r}}:
{\displaystyle f(x)=\sum _{r=0}^{\infty }B_{r}(x)\alpha _{r}}.
I detta fall bildar funktionerna {\displaystyle B_{r}(x)} en bas i den linjäralgebraiska meningen i ett lämpligt valt inre produktrum, till exempel klassen av kontinuerliga funktioner med skalärprodukten {\displaystyle \langle f,g\rangle =\int _{-1}^{1}f(t)g(t)dt},  och konstanterna bestäms av projektionen {\displaystyle f(x)} på basen.